# Lespedeza fordii
Lespedeza fordii är en ärtväxtart som beskrevs av Anton Karl Schindler. Lespedeza fordii ingår i släktet Lespedeza och familjen ärtväxter. Inga underarter finns listade i Catalogue of Life.